# Michael J. Adams
Michael James "Mike" Adams (5 de maio de 1930 - 15 de novembro de 1967) (Maj USAF) foi um aviador americano, engenheiro aeronáutico e astronauta da USAF. Ele foi um dos doze pilotos que pilotaram o North American X-15, um avião espacial experimental operado em conjunto pela Força Aérea e pela NASA.

## Morte
A 15 de Novembro de 1967, Adams voou o voo X-15 191 (também conhecido como voo X-15 3-65-97) a bordo do X-15-3, um dos três aviões da frota X-15. Voando a uma altitude acima de 50 milhas, Adams qualificou-se como astronauta de acordo com a definição dos Estados Unidos para a fronteira do espaço. Momentos depois, a nave desintegrou-se, matando Adams e destruindo o X-15-3. Ele foi a primeira fatalidade de missão espacial americana pela convenção americana.